# Автоматичне керування експозицією
Автоматичне керування експозицією, експозиційна автоматика (англ. Automatic Exposure, AE) — сукупність пристроїв знімальної камери або фотопринтера, що дозволяє під час знімання або фотодруку автоматично встановлювати правильну експозицію. Головною складовою експозиційної автоматики є спряжений фотоелектричний експонометр, на основі показів якого автоматично встановлюються один або обидва експозиційні параметри . Останнє не стосується телевізійних та відеокамер, у яких автоматичне керування експозицією здійснюється на основі вимірювання постійної складової відеосигналу. В цифрових фотокамерах і відеокамерах деякі режими передбачають автоматичне керування світлочутливістю (автоматичне регулювання посилення відеосигналу, англ. Video AGC).

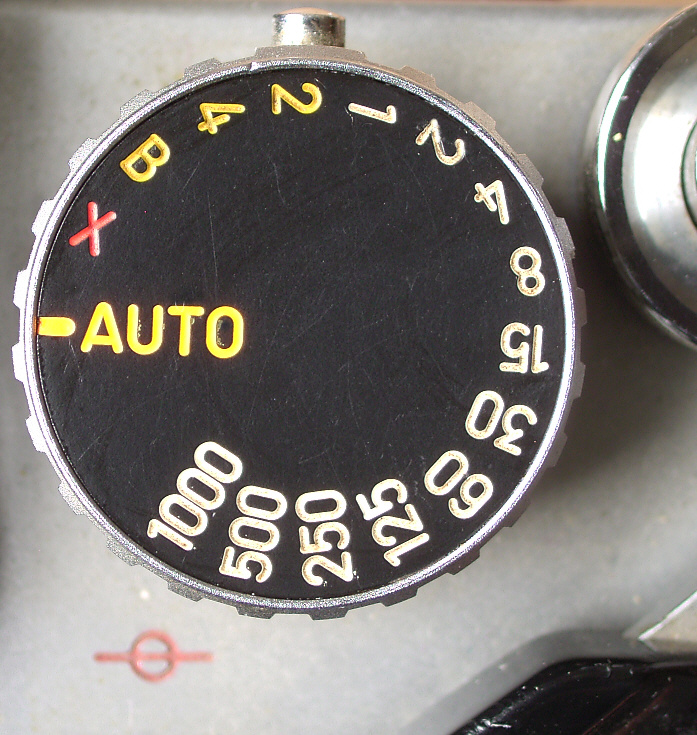
Диск витримок фотокамери Minolta XE-5, встановлений в автоматичний режим пріоритету діафрагми

На відміну від автоматичного керування, напівавтоматичне вимагає, щоб людина підібрала обидва експозиційні параметри на основі «нульової» індикації експонометра.
Автоматично може регулюватися експозиція, що отримується як від постійного освітлення, так і від імпульсних освітлювальних приладів. У останньому випадку це можливо за використання тиристорних спалахів, які дозволяють регулювати тривалість імпульсу, оскільки його інтенсивність майже не піддається регулюванню.

## Історична довідка
Автоматичне керування експозицією стало можливим лише після появи на початку 1930-х років фотоелектричних експонометрів. Першою фотокамерою, оснащеною експозиційною автоматикою, вважають середньоформатну складану Kodak Super Six-20 (Kodak Super 620), випуск якого розпочато 1938 року. Автоматичне керування діафрагмою здійснювалося механічним зв'язком зі селеновим експонометром. При натисканні на кнопку спуску стрілка гальванометра фіксувалася аретиром, а потім у неї впирався східчастий повідець на кільці діафрагми, обмежуючи ступінь автоматичного закриття. Для врахування встановленої витримки затвор сполучався із заслінкою, яка регулює ступінь відкриття фотоелемента. Автоматика працювала за єдиного значення світлочутливості, а для роботи з нестандартними фотоматеріалами вимагала переходу на ручне керування.
Однак перший патент на подібний пристрій з'явився за три роки до цього. 11 грудня 1935 року фізики Альберт Ейнштейн і Густав Баккі зареєстрували авторське свідоцтво № 2058562 на «самоналаштовувану фотокамеру», яка автоматично регулює кількість світла, що проходить через об'єктив. Надалі цю конструкцію так і реалізовано. Kodak Super Six-20 випущено всього 719 екземплярів, оскільки його ціна становила половину ціни нового автомобіля Ford, а автоматика була не дуже надійною. Масова реалізація автоматичного керування експозицією у фото- та кіноапаратурі відбулася з поширенням мікроелектроніки, яка забезпечує вищу точність і надійність, ніж важільно-кулачкові механізми з гальванометром. У автоматичних принтерах для фотодруку аналогічні пристрої стали стандартними вже перед Другою світовою війною, регулюючи час роботи друкувальної лампи за допомогою фотоелемента.

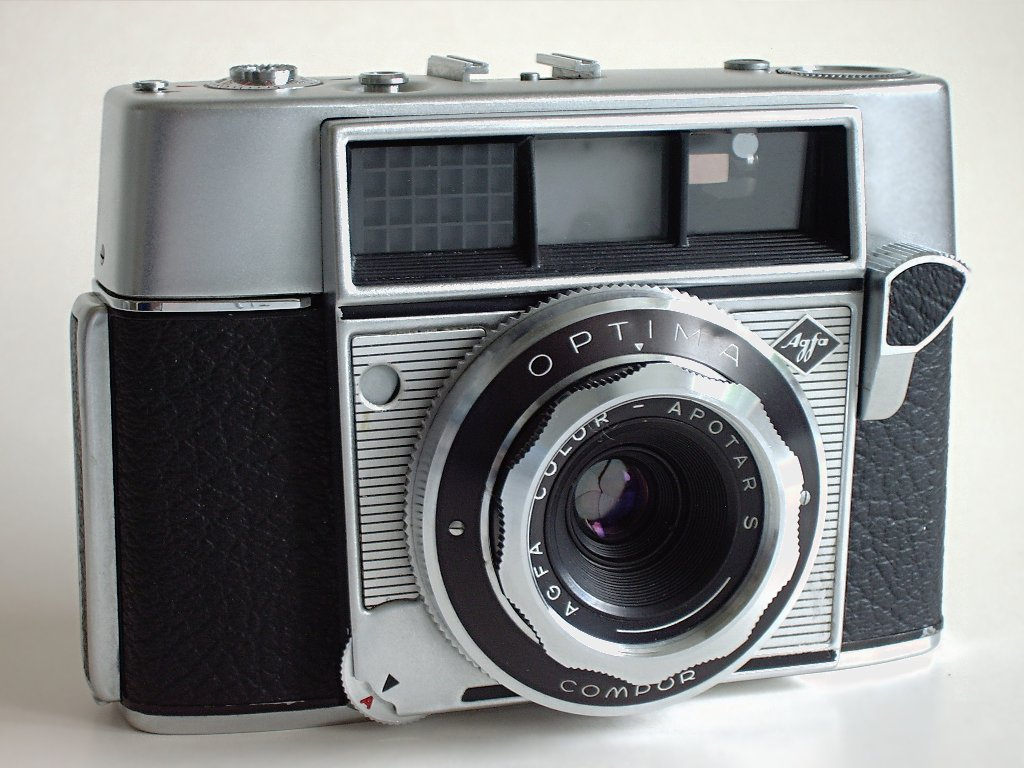
Перша у світі фотокамера з Програмний автомат експозиції Agfa Optima. Німеччина, 1959 рік

Перші автоматичні фотокамери та кінокамери були аматорськими і регулювали лише діафрагму за встановленої вручну витримки. У дзеркальній апаратурі такий різновид експозиційної автоматики вперше реалізовано 1959 року у французькій фотокамері Royer Savoyflex із центральним затвором. Першою класичною «дзеркалкою» з фокальним затвором та змінними об'єктивами 1965 році стала радянська фотокамера «Київ-10», а через кілька місяців випущено японську камеру Konica Autoreflex. Тоді ж набуло поширення міжнародне позначення EE (англ. Electric Eye, «електричне око»), яке використовують у назвах фотокамер, кінокамер та інших пристроїв. Принцип «електричного ока» вперше використала компанія «Белл-Гавелл» у кінознімальній апаратурі з автоматичним регулюванням діафрагми. Абревіатура TEE описувала цю ж технологію в поєднанні з TTL-експонометром. У сучасній апаратурі цей режим називають «пріоритет витримки».
Для деяких професійних фотокамер із середини 1970-х років випускали приставні електромеханічні пристрої, що підтримували автоматичне встановлення діафрагми за допомогою сервоприводу. До таких пристроїв можна віднести прилад Nikon DS-1 EE для фотокамери Nikon F2, змінну пентапризму Servo EE Finder для Canon F-1 і серію об'єктивів Zeiss Planar AA для фотокамер Hasselblad. Прилади мали подібний принцип дії та повертали кільце діафрагми об'єктива за допомогою сервоприводу, що виконує команди вимірювальної системи. Громіздкість і незручність таких пристроїв призвели до швидкого витіснення автоматикою, вбудованою безпосередньо у фотокамеру.
Іншим напрямом паралельних розробок стала автоматизація встановлення витримки за фіксованого значення діафрагми. В однооб'єктивних дзеркальних фотокамерах такий режим уперше з'явився 1967 року в радянській експериментальній «Зенит-Д», випущеній невеликою партією, а за кордоном першою камерою з автоматом витримки стала 1971 року серійна Pentax Electro Spotmatic. За аналогічною схемою побудовано фотокамери «Силуэт-электро», «Зенит-18», «Зенит-Автомат». Сучасна назва такого режиму — «пріоритет діафрагми». Протягом деякого часу різні виробники віддавали перевагу одному з автоматичних режимів із ручним встановленням діафрагми або витримки, вважаючи той чи інший найдосконалішим. Одночасно обидва режими вперше реалізовано 1977 року у фотокамері Minolta XD-11, що дало фотографу змогу вибирати найвідповідніший.
Обидва різновиди автоматики вимагали ручного встановлення одного з параметрів, обмежуючи діапазон працездатності. Наприклад, за зменшення освітленості, після повного відкриття автоматичної діафрагми знадобиться ручне встановлення тривалішої витримки. Так само, надлишкова освітленість призводить до необхідності закриття діафрагми вручну, оскільки найкоротша витримка затвора, вибрана автоматикою, все одно дає перетримку. Автоматику, що регулює обидва експозиційні параметри важільно-кулачковим механізмом із гальванометром, реалізовано 1959 року в далекомірній фотокамері Agfa Optima. В СРСР програмною автоматикою механічного типу оснащували аматорські камери, наприклад «Сокол-Автомат», «Зоркий-10», «Вилия-авто», «ФЭД-Микрон». Сучасний програмний автомат на основі цифрового мікропроцесора вперше з'явився 1978 року в дзеркальній фотокамері Canon A-1.
Сучасна назва такої технології експозиційної автоматики — «програмний автомат». Цифрову фотоапаратуру оснащують експозиційною автоматикою всіх трьох типів, що дає змогу вибирати співвідношення експозиційних параметрів та пріоритет одного з них. Крім того, з'явилися режими, які, зокрема, автоматично регулюють і світлочутливість.

## Режими автоматичного керування експозицією

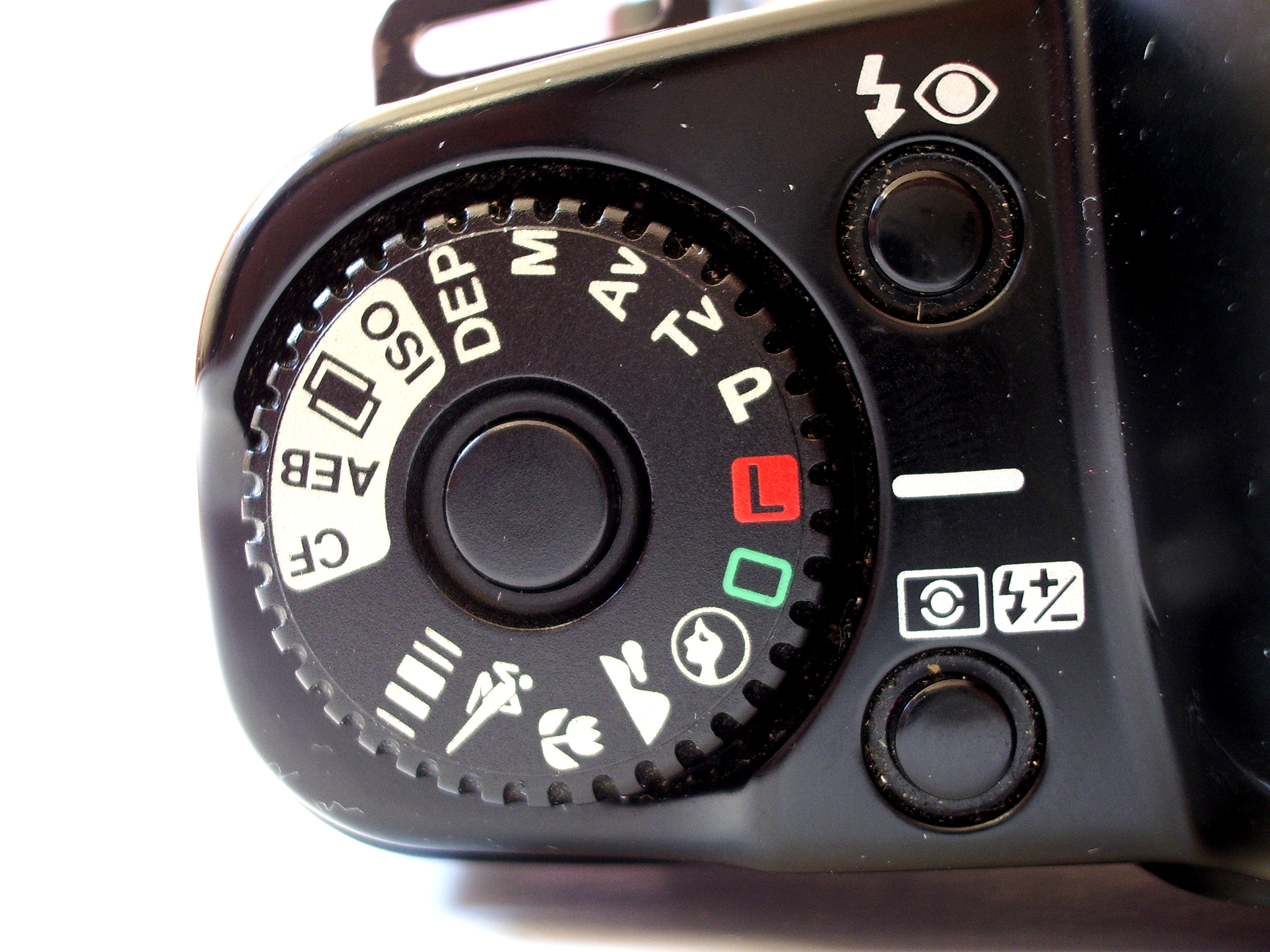
Символи різних типів експозиційної автоматики на Диск режимів фотокамери

У кінокамерах автоматично регулювалася тільки діафрагма, оскільки витримка залежить від кута розкриття обтюратора і, за фіксованої частоти зйомки, найчастіше незмінна. Найскладніші системи автоматичного керування експозицією використовують у фотокамерах, де потрібно керувати обома експозиційними параметрами. Найпростіші режими фотокамер автоматично встановлюють лише витримку або діафрагму, тоді як другий параметр встановлюється вручну і вважається пріоритетним. У радянських джерелах такий різновид експоавтоматики називали «автоматом з вільним вибором одного з параметрів». Найдосконаліший різновид автоекспозиції, що отримав назву багатопрограмного автомата, встановлює обидва параметри самостійно. Взаємна залежність параметрів може змінюватися за різними законами, які іноді називають «сюжетними програмами».
Оскільки автоматичне регулювання експозиції фотоспалаху відбувається лише за рахунок тривалості імпульсу, значно коротшого, ніж будь-яка витримка затвора, його виконують у єдиному режимі, ніяк не відображеному на органах керування. При цьому автоматика спалаху працює у веденому режимі відносно експозиційної автоматики безперервного освітлення. Керування імпульсом спалаху відбувається з урахуванням значення діафрагми, встановленого для безперервного освітлення автоматично чи вручну. Крім того, діапазон витримок затвора в будь-якому автоматичному режимі за увімкненого спалаху обмежується, забезпечуючи синхронізацію. У режимах автоматичного встановлення витримки у фотокамерах зазвичай передбачається додаткова сигналізація, що сповіщає про занадто тривалі витримки, використання яких може призвести до отримання нечіткого знімка.

### Автомати з пріоритетом витримки
У такому режимі витримку задає фотограф, а діафрагму камера встановлює автоматично. Більшість виробників фототехніки позначають цей режим символом Tv (англ. Time Value), якому в інших фірм відповідає символ S (англ. Shutter). Автоматичне регулювання діафрагми найпоширеніше в кінокамерах і відеокамерах, оскільки витримку в цих пристроях регулювати складно. Особливо це стосувалося відеокамер, заснованих на вакуумних передавальних трубках, які могли забезпечувати тільки витримку, яка точно збігається з тривалістю напівкадра. У кінокамерах за постійної частоти знімання витримка може регулюватися тільки кутом розкриття обтюратора, який дуже складно змінити, а тим більше автоматизувати цей процес. У сучасних фотокамерах автомат діафрагми використовують поряд із іншими автоматичними режимами у випадках, коли величина діафрагми не є вирішальною, але важлива витримка, від якої залежить ступінь розмитості рухомих об'єктів.

### Автомати із пріоритетом діафрагми
У фотокамерах, оснащених таким різновидом автоматики, діафрагму вибирає фотограф, а витримка встановлюється автоматично за допомогою електромеханічного затвора. Частина виробників фототехніки позначає цей режим символом Av (англ. Aperture Value). Автоматичне встановлення витримки у фотокамері потребує додаткової сигналізації занадто довгих витримок, яка повідомляє фотографу про ризик отримання нечіткого знімка під час знімання без штатива. Різні виробники передбачають різні види сигналізації, у деяких випадках — звукову. Також можуть блимати світлодіоди або значення витримки на дисплеї.
Пріоритет діафрагми найбільше підходить для фотокамер, оскільки регулювання витримки в кіно- та відеокамерах пов'язане з певними труднощами. Певною мірою це можна усунути у відеокамерах, заснованих на напівпровідникових матрицях, що дозволяють регулювати тривалість зчитування кадру. Однак, зменшення витримки під час знімання рухомого об'єкта погіршує плавність руху на екрані. При фотозйомці пріоритет діафрагми використовують тоді, коли важливою є глибина різкості, регульована діафрагмою, а величина витримки може бути будь-якою.

### Програмні автомати
За такого режиму автоматично встановлюються обидва параметри експозиції. Технологія передбачає жорстку або керовану залежність між витримкою та діафрагмою, які змінюються відповідно до виміряної експозиції. Зі зміною експозиції пропорції, в яких змінюються обидва параметри, визначає програма, яка може задаватися в різних варіантах, підібраних з урахуванням сюжету, що знімається. Різні програми такого автомата отримали назву «сюжетних програм».
У кінознімальній апаратурі програмний автомат не знайшов застосування, але у відеокамерах він самостійно встановлює значення діафрагми та час зчитування кадру з матриці. Особливістю цього режиму під час знімання відео є обмеження максимальної витримки тривалістю телевізійного поля. У сучасних цифрових фотоапаратах та відеокамерах програмний автомат входить до стандартного набору режимів та вважається найуніверсальнішим. Його різновидом є режим «зеленої зони», що позначається прямокутником зеленого кольору. У цьому режимі, крім витримки та діафрагми, автоматично вибирається значення світлочутливості та деякі інші параметри. Застосовують «зелену зону» переважно в аматорській фото- та відеозйомці, оскільки в деяких ситуаціях вона не забезпечує достатнього контролю над процесом.
У фотографії програмний автомат найкращий у репортажній зйомці, оскільки не відволікає уваги від інших завдань. Більшість виробників професійної фотоапаратури заявляють цей режим основним у поєднанні з оцінним виміром експозиції, що дозволяє автоматично враховувати особливості будь-яких сюжетів. У аматорській апаратурі головним вважають режим «зеленої зони».
За радянською термінологією розрізняли «однопрограмний» і «багатопрограмний» автомати, які керували обома експозиційними параметрами за різними принципами. У першому випадку автоматично встановлювані експопари витримка-діафрагма незмінні, і можливість вибору, наприклад, коротшої витримки за тієї ж діафрагми відсутня. У другому випадку автоматика відпрацьовує кілька програм, кожна з яких відповідає конкретному значенню певного параметра, наприклад витримки. Одним із найдосконаліших багатопрограмних автоматів у СРСР був фотоапарат «Сокол-Автомат». Кожній з п'яти витримок затвора відповідала своя програма, що змінювала діафрагму відповідно до виміряної яскравості сцени. При виході за межі доступного діапазону діафрагмових чисел програма змінювала і витримку.

### Автомат глибини різкості
Різновид програмного автомата фотокамери (англ. A-DEP), що підбирає діафрагму на основі даних кількох датчиків автофокусування. Вперше реалізовано 1992 року у фотокамері Canon EOS 5, оснащеній п'ятьма датчиками автофокусу. Датчики вимірюють дистанцію в різних місцях кадру, а діафрагма підбирається так, щоб забезпечити глибину різкості, достатню для різкого відображення всього сюжету. Витримка автоматично встановлюється на основі експозаміру та отриманого значення діафрагми. Цей режим вважають аматорським, оскільки в багатьох ситуаціях обирається повністю закрита діафрагма та довга витримка.

## Експокорекція та експопам'ять
На відміну від напівавтоматичного режиму керування експозицією, в якому поправки вносяться відхиленням індикації від «нульової», в автоматичних режимах під час знімання нестандартних сюжетів для коректного експонування потрібна наявність функції експокорекції або експопам'яті.
Наприклад, при зніманні яскраво освітленого обличчя актора на тлі темної сцени, центрозважений замір може давати похибку на 2-3 ступені. Як наслідок, під час знімання в будь-якому з автоматичних режимів обличчя виявиться перетриманим. Аналогічна ситуація може скластися під час знімання з контровим світлом та в інших подібних випадках. Тому більшість камер, оснащених автоматичним керуванням експозицією, додатково забезпечуються введенням поправки, що називається експокорекцією. Різновидом експокорекції можна вважати режим контрового освітлення (англ. Backlight), що вмикається на деяких відеокамерам та фотокамерах окремою кнопкою. У цьому режимі, як правило, вводиться фіксована експокорекція +1-1,5 ступеня, що в певних ситуаціях компенсує помилку вимірювання.
За точкового та центрозваженому вимірюванні його зона може потрапляти на ділянку знімка з нестандартною яскравістю, призводячи до помилки. Тому більшість камер з експозиційною автоматикою оснащують функцією експопам'яті (англ. Automatic Exposure Lock, AE-Lock). Натискання кнопки, що вмикає цей режим, зупиняє вимірювання, результати якого зберігаються у пам'яті мікропроцесора. Завдяки цьому замір можна провести за потрібною ділянкою зображення, а після увімкнення експопам'яті композицію змінюють відповідно до задуму і знімають у автоматичному режимі. Деякі фотокамери оснащують експопам'яттю на кілька вимірювань, після яких відбувається їх автоматичне усереднення та знімання з автоекспозицією.
За автоматичного керування експозицією спалаху в деяких випадках також потрібна експокорекція, що встановлюється окремо від корекції експозиції безперервного світла. Експопам'ять фотоспалаху (англ. Flash Exposure Lock, FE-Lock, в аматорських фотоапаратах частина режиму AE-Lock) реалізується за допомогою попереднього імпульсу, випромінюваного спалахом для вимірювання експозиції за системою TTL до підняття дзеркала. При натисканні відповідної кнопки випромінюється імпульс, що у звичайній ситуації генерується безпосередньо перед зніманням після натискання на кнопку спуску. Отриманий результат зберігається в пам'яті та може бути використаний для одного або кількох знімків.

## Виноски
Примітки
1. ↑  У професійній кінознімальній апаратурі автоматичне керування експозицією не набуло застосування, за винятком окремих типів хронікальних кінокамер. Автоматика використовувалася переважно в камерах для кінолюбителів.
2. ↑  Крім цього пристрою випускали також DS-2 EE і DS-12 EE, призначені для різних модифікацій фотокамер[22][23]
3. ↑  У деяких джерелах автоматику, що вимагає ручного встановлення одного з експозиційних параметрів, називають «напівавтоматом»[28]. Ці різночитання викликані маркетинговою політикою виробників фототехніки.

Джерела
1. 1 2 3  Советское фото, 1990, с. 44.
2. ↑  Краткий справочник фотолюбителя, 1985, с. 57.
3. ↑  Общий курс фотографии, 1987, с. 41.
4. ↑  Фотоаппараты, 1984, с. 99.
5. ↑  Фотомагазин, 1998, с. 16.
6. ↑  Фотография: энциклопедический справочник, 1992, с. 24.
7. ↑  Наука и жизнь, 1966, с. 130.
8. ↑  Оптико-механическая промышленность, 1960, с. 33.
9. ↑  Todd Gustavson (17 липня 2013). 75 YEARS – THE SUPER KODAK SIX-20 (англ.). Eastman Museum. Архів оригіналу за 9 серпня 2017. Процитовано 3 червня 2017. [Архівовано 2017-08-09 у Wayback Machine.]
10. ↑  Super Kodak Six 20 (англ.). Historic Camera. Архів оригіналу за 5 червня 2018. Процитовано 3 червня 2017. [Архівовано 2018-06-05 у Wayback Machine.]
11. ↑  JAYPHEN SIMPSON (2 червня 2017). Einstein Patented an Auto-Exposure Camera Before Kodak Made It Exist (англ.). PetaPixel. Архів оригіналу за 2 червня 2017. Процитовано 3 червня 2017.
12. ↑  Light intensity self-adjusting camera (англ.). Бюро по патентам и товарным знакам США. 11 грудня 1935. Процитовано 4 червня 2017.
13. ↑  Classic Cameras; The Top 20 Cameras Of All-Time Countdown (англ.). журнал «Shutterbug». Архів оригіналу за 12 лютого 2017. Процитовано 3 червня 2017.
14. ↑  Фотография: энциклопедический справочник, 1992, с. 87.
15. ↑  Советское фото, 1977, с. 41.
16. ↑  Savoyflex — A Daring French (англ.). Pentax SLR. Архів оригіналу за 21 вересня 2020. Процитовано 16 жовтня 2020. [Архівовано 2020-09-21 у Wayback Machine.]
17. 1 2  История «одноглазых». Часть 3 (рос.). PHOTOESCAPE. Архів оригіналу за 4 червня 2013. Процитовано 2 червня 2013.
18. ↑  Christopher J. Osborne (6 травня 2018). Kiev Automat series (англ.). Classic Cameras. Архів оригіналу за 19 жовтня 2020. Процитовано 16 жовтня 2020. [Архівовано 2020-10-19 у Wayback Machine.]
19. ↑  Ivan Lo. Kiev-10 Automat (англ.). Vintage Camera Lab. Архів оригіналу за 30 вересня 2020. Процитовано 16 жовтня 2020.
20. ↑  Iain Compton. kiev 10 (англ.). Serialforeigner Photo. Архів оригіналу за 21 жовтня 2020. Процитовано 16 жовтня 2020.
21. ↑  Оптико-механическая промышленность, 1960, с. 38.
22. ↑  Leo Foo. Nikon EE Aperture Control Attachment Unit DS-1. Modern Classic SLRs Series (англ.). Photography in Malaysia. Архів оригіналу за 13 березня 2013. Процитовано 8 березня 2013.
23. ↑  Nikon EE Aperture Control Attachment Unit DS-12. Modern Classic SLR Series (англ.). Photography in Malaysia. Архів оригіналу за 12 березня 2015. Процитовано 23 лютого 2015.
24. ↑  Nikon EE Aperture Control Attachment Unit DS-1. Modern Classic SLRs Series (англ.). Photography in Malaysia. Архів оригіналу за 13 березня 2013. Процитовано 8 березня 2013.
25. ↑  Инструкция Canon F-1, с. 52.
26. ↑  Борис Бакст (20 червня 2011). Hasselblad. Глава 5. Статьи о фототехнике (рос.). Фотомастерские РСУ. Архів оригіналу за 8 березня 2017. Процитовано 10 січня 2014.
27. ↑  Фотокурьер, 2006, с. 8.
28. 1 2 3  Фотокинотехника, 1981, с. 19.
29. ↑  Фотоаппараты, 1984, с. 83.
30. ↑  Оптико-механическая промышленность, 1960, с. 37.
31. ↑  The Auto-Exposure Class of 1959 (англ.). Classic Cameras. Архів оригіналу за 14 грудня 2016. Процитовано 3 червня 2017. [Архівовано 2016-12-14 у Wayback Machine.]
32. 1 2  Краткий справочник фотолюбителя, 1985, с. 59.
33. ↑  Jon Sienkiewicz (12 травня 2016). Program AE Mode On Your Camera Is Better Than You Thought. Photo How To (англ.). Журнал «Shutterbug». Архів оригіналу за 21 травня 2016. Процитовано 16 травня 2016.
34. 1 2 3  Фотография: энциклопедический справочник, 1992, с. 89.
35. ↑  Советское фото, 1980, с. 37.
36. ↑  И. Арисов. Фотоаппарат Сокол-2 обзор и инструкция (рос.). Фототехника СССР. Архів оригіналу за 16 вересня 2020. Процитовано 13 вересня 2020.
37. ↑  Фотокинотехника, 1981, с. 20.
38. ↑  Фотомагазин, 2001, с. 17.
39. 1 2  Фотография: Техника и искусство, 1986, с. 65.
40. ↑  Краткий справочник фотолюбителя, 1985, с. 60.
41. ↑  Фотоаппараты, 1984, с. 91.
42. ↑  Фотоаппараты, 1984, с. 90.
43. ↑  Фотокурьер, 2008, с. 8.